# Gath & Chaves (Chile)
Gath & Chaves fue una cadena de grandes almacenes, división en Chile de la empresa argentina homónima. Existió entre 1910 y 1952, y fue una de las primeras tiendas departamentales del país.

## Historia
La tienda principal de Gath & Chaves estaba ubicada en la esquina noreste de las calles Estado y Huérfanos en Santiago, y fue inaugurada el 5 de septiembre de 1910, en pleno mes de celebraciones del Centenario de Chile. El edificio, construido en hierro y concreto y que presentaba varios ascensores en su interior, fue diseñado por el arquitecto Alberto Siegel Lübbe y el ingeniero Augusto Geiger a pedido del empresario Héctor Beeche. Su primer gerente fue José Urteaga.
En 1912 el Barón D'Erlanger adquirió la casa central de Gath & Chaves, con lo cual la casa matriz en Argentina se convirtió en The South American Stores (Gath & Chaves) Ltd. y la sucursal chilena pasó a denominarse The Chilian Stores (Gath & Chaves) Ltd..
Las diversas innovaciones que presentó tanto en su edificio —como el uso de ascensores, la aparición de los primeros maniquíes en sus vitrinas y la distribución mediante diversos departamentos— como en su modelo de negocios —desarrollando modelos específicos de publicidad en la prensa escrita, potenciando la venta por catálogo y otorgando créditos— generaron un rápido aumento de la popularidad y las ventas, desplazando a las antiguas grandes tiendas del centro de Santiago, como por ejemplo la Casa Pra y la Casa Francesa.
En 1921 se inauguró en el cuarto piso un salón de té —denominado «Tea Room»—, organizado por Arturo Vieira e inspirado en el salón ubicado en la tienda Harrods de Buenos Aires. A través de los conciertos realizados en dicho salón se popularizaron obras de Ígor Stravinski, Manuel de Falla y Maurice Ravel. Entre los visitantes famosos del salón de té se encontraban Joaquín Edwards Bello, Claudio Arrau, María Monvel, Marta Vergara, Victoria Barros, Luis Orrego Luco, Mariano Latorre, Ricardo A. Latcham, Alberto Romero y Luisa Irarrázabal de Sutil.
Como parte de las políticas para el bienestar de sus trabajadores, en 1923 la empresa inauguró el Estadio Gath & Chaves, ubicado en la avenida Los Leones en Providencia y demolido en 1939. En 1925 un grupo de trabajadores de la empresa fundó la Unión Industrial de Operarios de Gath & Chaves, sindicato que contaba con cerca de 300 socios. El 1 de septiembre de 1931 se crearía una nueva agrupación obrera: el Sindicato Profesional de Empleados de Gath & Chaves.

### Expansión y cierre

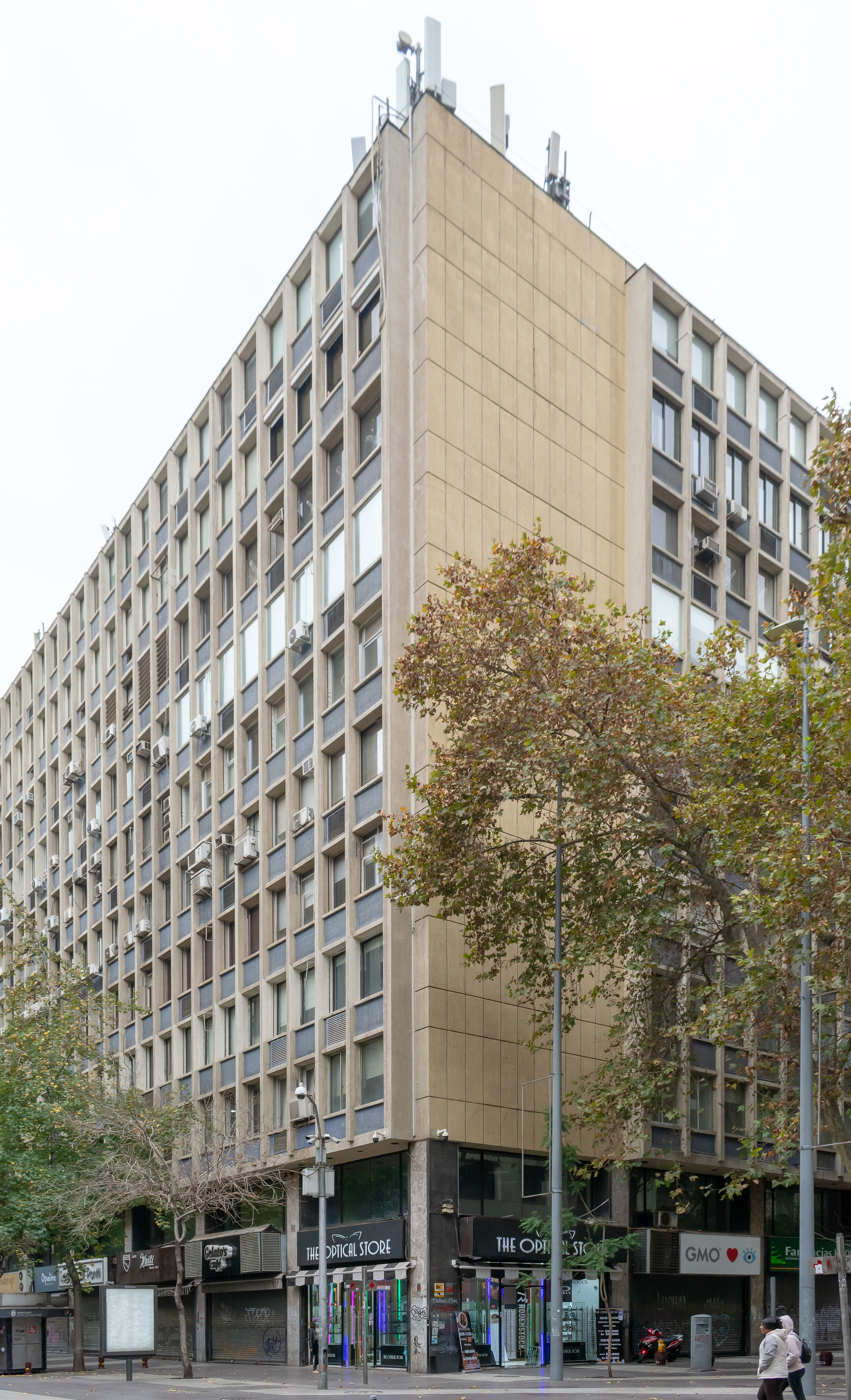
Edificio España, construcción que reemplazó al edificio de Gath & Chaves.

El 15 de marzo de 1928 inauguró su primera sucursal fuera de Santiago, ubicada en Temuco, mientras que en los meses posteriores abriría sus puertas en la ciudad de Concepción; en esta última ciudad se trasladó el 15 de diciembre de 1930 a un nuevo local en la esquina de Barros Arana con Colo-Colo. La inauguración de la sucursal de Talca —ubicada en la intersección de las calles 1 Sur y 2 Oriente— estaba proyectada para el 1 de diciembre de 1928, sin embargo el terremoto ocurrido en la madrugada de ese día postergó la apertura unos meses; el local recientemente construido no sufrió daño alguno por el sismo. El 31 de marzo de 1929 abriría su sucursal en Valparaíso, ubicada en la calle Condell, mientras que el 8 de abril de 1930 fue inaugurada la sucursal en Valdivia.
En diciembre de 1928 Luis Roccatagliata asumió como gerente general de Gath & Chaves, mientras que en 1936 dicho cargo era ocupado por William Snelson Bell. Debido a procesos de reorganización interna y dificultades financieras, Gath & Chaves comenzó a cerrar varios de sus locales fuera de Santiago: en 1932 fue cerrada la sucursal en Talca, mientras que en abril de 1936 fue clausurada la sucursal de Valdivia. En diciembre de 1938 la tienda introdujo en Chile los «vales-regalo».
El 20 de diciembre de 1951 los 275 trabajadores de Gath & Chaves iniciaron una huelga exigiendo estabilidad en sus puestos de trabajo ante los constantes rumores de cierre o venta de la tienda; entre los rumores indicados se señalaba una posible compra del inmueble por parte del gobierno para albergar en su interior el Servicio de Correos y Telégrafos. El 23 de enero de 1952 la empresa anunció su liquidación, con lo cual la tienda cerró y sus bienes vendidos, así como también fueron despedidos todos los trabajadores. El edificio de la tienda posteriormente fue vendido y demolido a partir de julio de 1955, construyéndose en su lugar el Edificio España.

## Sucursales

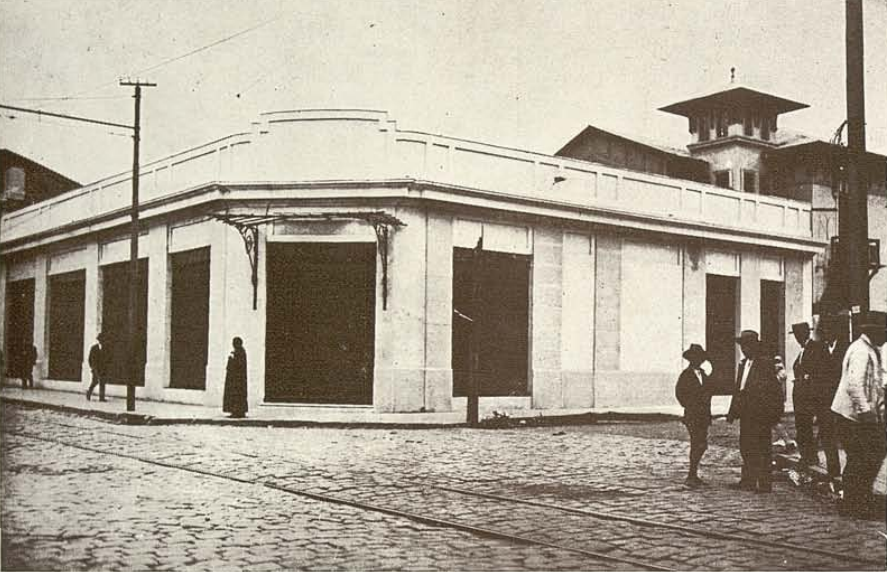
Sucursal de Gath & Chaves en Talca (1928).

- Santiago: inaugurada el 5 de septiembre de 1910 y cerrada en 1952.
- Valparaíso: inaugurada el 31 de marzo de 1929.
- Talca: inaugurada en diciembre de 1928 y cerrada en 1932.
- Concepción: inaugurada en 1928.
- Temuco: inaugurada el 15 de marzo de 1928.
- Valdivia: inaugurada el 8 de abril de 1930 y cerrada en 1936.